# Gamma Cassiopeiae
Gamma Cassiopeiae (γ Cas, Tsih) – najjaśniejsza gwiazda w gwiazdozbiorze Kasjopei, odległa od Słońca o około 549 lat świetlnych.

## Nazwa
Nazwa Gamma Cassiopeiae to oznaczenie Bayera tej gwiazdy, z nieznanych przyczyn nie ma ona nazwy własnej w tradycji zachodniej i arabskiej. Bywa jej przypisywana nazwa Cih, wywodząca się od chińskiego słowa oznaczającego „bicz” (chiń. 策; pinyin Cè), ale pierwotnie Chińczycy odnosili tę nazwę do Kappa Cassiopeiae – Gamma reprezentowała część czterokonnego zaprzęgu legendarnego woźnicy o imieniu Wangliang (chiń. 王良), posługującego się wspomnianym biczem. Wyobrażenie tego asteryzmu uległo z czasem zmianie, wskutek czego to Gamma stała się biczem.
Gamma Cassiopeiae ma też nowoczesną nazwę Navi, która została nadana przez astronautów z programu Apollo. Spośród 36 gwiazd wykorzystywanych przez nich w astronawigacji, trzy nie miały powszechnie używanych nazw własnych. Astronauci nazwali je na cześć kolegów, którzy zginęli w 1967 roku w pożarze podczas rutynowego testu na pokładzie statku Apollo 1. Czytana wspak nazwa „Navi” upamiętnia astronautę Virgila Ivana Grissoma.

## Charakterystyka obserwacyjna

Położenie w gwiazdozbiorze

Gamma Cassiopeiae to najjaśniejsza gwiazda w gwiazdozbiorze, stanowiąca  środkowy wierzchołek charakterystycznej figury przypominającej łacińską literę „W”. Jej obserwowana wielkość gwiazdowa to 2,15m, a wielkość absolutna jest równa −3,98m.
Jest to gwiazda zmienna nieregularna, prototyp gwiazd zmiennych typu Gamma Cassiopeiae. W 1937 roku pojaśniała prawie do pierwszej wielkości gwiazdowej, ale bywała też gwiazdą trzeciej wielkości. W 1866 roku Angelo Secchi odkrył, że ma ona silne linie emisyjne wodoru (do czego odnosi się litera „e” w oznaczeniu typu widmowego). Gwiazda emituje także promieniowanie rentgenowskie poprzez nieznany mechanizm.

## Charakterystyka fizyczna
Gamma Casiopeiae to błękitna gwiazda, należąca do typu widmowego B0,5. Jej temperatura jest znana z małą dokładnością, pomiary wskazują wartości od 25 do 34 tysięcy kelwinów. Gwiazda emituje 5000 razy więcej światła widzialnego niż Słońce, a po uwzględnieniu innych zakresów widma, szczególnie znacznej emisji w ultrafiolecie, ogółem około 65 tysięcy razy więcej promieniowania niż Słońce. Jej średni promień jest 9,4 razy większy niż promień Słońca.
Zmierzona prędkość obrotu tej gwiazdy na równiku to 280 km/s, co wskazywałoby na okres obrotu krótszy od 1,7 doby; zmiany dochodzącego od niej promieniowania rentgenowskiego wskazują, że rzeczywisty okres obrotu to 1,21 doby, zatem oś obrotu gwiazdy jest nachylona pod kątem 45° do kierunku obserwacji, a jej rzeczywista prędkość obrotu to prawie 400 km/s. Efektem tego jest znaczne spłaszczenie gwiazdy i nierównomierna temperatura fotosfery (bieguny gwiazdy są gorętsze niż równik, gdzie otoczka jądra jest grubsza), co utrudnia ocenę parametrów fizycznych. Jej masa jest około 20 razy większa niż masa Słońca. To wskazuje, że choć sklasyfikowana jako podolbrzym, najprawdopodobniej jest dopiero około połowy okresu syntezy wodoru w hel w jądrze, trwającego około 8 milionów lat, i wciąż jest gwiazdą ciągu głównego. W przyszłości eksploduje jako supernowa.
Szybkie tempo obrotu, duże natężenie promieniowania i zjawiska w atmosferze gwiazdy sprawiają, że Gamma Cassiopeiae powoli traci masę. W efekcie wokół gwiazdy znajduje się gruby pierścień materii, z którego pochodzą linie emisyjne wodoru; także obserwowane zmiany jasności wiążą się najprawdopodobniej z utratą masy. W sąsiedztwie gwiazdy znajduje się mgławica emisyjna IC 63 oraz mgławica refleksyjna IC 59. Obie mgławice są stosunkowo słabe, lecz ponieważ znajdują się w odległości zaledwie kilku lat świetlnych od gwiazdy, są jonizowane przez jej promieniowanie.
Gamma Cassiopeiae jest gwiazdą wielokrotną. Jej wykryty spektroskopowo towarzysz obiega główną gwiazdę w czasie 203,5 doby, co odpowiada odległości około 1,8 au. Zaobserwowany jeszcze w XIX wieku składnik Gamma Cassiopeiae B (10,9m) znajduje się w odległości 2,1″ od głównej gwiazdy (pomiar z 2002 r.) i najprawdopodobniej także jest związany z nią grawitacyjnie, gdyż od 1888 roku prawie nie zmienił względnego położenia. Ponadto gwiazda ma optyczną towarzyszkę Gamma Cassiopeiae C, oddaloną o 54,3″ (pomiar z 2012 r.), o wielkości 12,9m. Najprawdopodobniej ich sąsiedztwo jest tylko przypadkowe.